# Краснознаменское городское поселение
Краснозна́менское городско́е поселе́ние — упразднённое муниципальное образование в составе Краснознаменского района Калининградской области. Административный центр поселения город Краснознаменск.

## География
Площадь поселения 850 га.

## История
Краснознаменское городское поселение образовано 30 июня 2008 года в соответствии с Законом Калининградской области № 256. В его состав вошёл город Краснознаменск и территория Хлебниковского сельского округа.
Законом Калининградской области от 27 апреля 2015 года № 419, 1 января 2016 года все муниципальные образования Краснознаменского муниципального района — «Краснознаменское городское поселение», «Алексеевское», «Добровольское» и «Весновское сельские поселения» — были преобразованы, путём их объединения, в Краснознаменский городской округ.

## Население
| 2010 | 2012  | 2013  | 2014  | 2015  |
| ---- | ----- | ----- | ----- | ----- |
| 3893 | ↘3858 | ↘3765 | ↘3709 | ↘3675 |

## Состав городского поселения
| № | Населённый пункт | Тип населённого пункта        | Население |
| - | ---------------- | ----------------------------- | --------- |
| 1 | Краснознаменск   | город, административный центр | ↘3374     |
| 2 | Самарское        | посёлок                       | ↘42       |
| 3 | Хлебниково       | посёлок                       | ↗329      |